# Les Vignerons de la « Côte d'Or » au XIXe siècle
 (octobre 2020).
Les Vignerons de la « Côte d'Or » au XIXe siècle est un ouvrage de Robert Laurent, publié en 1957 (la couverture porte la date de 1958, car la première version était la thèse de doctorat de l'auteur). 
C'est un travail historique sur l'histoire du vignoble de la Côte d'Or : le vignoble, les hommes de la vigne, la propriété sous l'Ancien Régime et au XIXe siècle, le ban des vendanges sous les rois et à la Révolution, les facteurs du revenu, le niveau de la vie, la situation des vignerons pendant et après le phylloxéra, le vigneron dans la vie publique, etc. 
À la fin du tome I figure une longue bibliographie (39 pages). Le tome II contient la méthodologie, les annexes et les planches.

## Référence complète
Laurent, Robert, Les vignerons de la « Côte d'Or » au XIXe siècle, Société Les Belles Lettres, Publications de l'Université de Dijon, 1958. Deux volumes de 527 (lire en ligne sur Gallica) et 281 pages (lire en ligne sur Gallica). Illustration : 1 planche et 5 tableaux hors-texte,.
Voir le compte-rendu du livre dans la revue anglaise, History, juin 1960, pp. 163–164.